# Echipa națională de fotbal a CSI

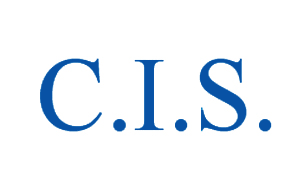
Steagul folosit de CSI la Euro 1992

Echipa națională de fotbal a CSI a reprezentat Comunitatea Statelor Independente, o confederație formată din 12 din cele 15 state (cele trei state care nu făceau parte erau Estonia, Letonia și Lituania) formate după destrămarea URSS-ului în prima parte a anului 1992.

## Istoric
Cum Echipa națională de fotbal a Uniunii Sovietice s-a calificat la Euro 1992, singurul mod legitim în care aceste state puteau participa în competiție era numai într-o selecționată unită. Pe 1 ianuarie 1992 URSS-ul s-a destrămat, iar pe 11 ianuarie 1992 s-a format Federația de Fotbal a CSI, afiliată la FIFA două zile mai târziu. 
Selecționata a fost antrenată de Anatoli Bîșoveț, fostul antrenor al echipei URSS-ului. CSI nu a trecut de grupele Euro 1992, având doar două rezultate de egalitate cu Germania și Țările de Jos și o înfrângere cu 3-0 în fața Scoției.
S-a încercat și înființarea unei ligi de fotbal comune, dar s-a renunțat la idee, fiecare stat creându-și propria competiție. Totuși în ianuarie 1993 a fost fondată Cupa CSI, o competiție de fotbal anuală. 

Selecționata CSI este considerată predecesoarea Echipei naționale de fotbal a Rusiei.

### Membre a CSI
| Armenia           | Echipă națională | UEFA                 |
| Azerbaidjan       | Echipă națională | UEFA                 |
| Belarus           | Echipă națională | UEFA                 |
| Georgia           | Echipă națională | UEFA                 |
| Kazahstan         | Echipă națională | UEFA (AFC:1992-2002) |
| Kârgâzstan        | Echipă națională | AFC                  |
| Republica Moldova | Echipă națională | UEFA                 |
| Rusia             | Echipă națională | UEFA                 |
| Tadjikistan       | Echipă națională | AFC                  |
| Turkmenistan      | Echipă națională | AFC                  |
| Ucraina           | Echipă națională | UEFA                 |
| Uzbekistan        | Echipă națională | AFC                  |

## Lotul selecționatei CSI la Euro 1992
- Antrenor: Anatoli Bîșoveț

| Nr. | Poz. | Jucător               | Data nașterii (vârsta) | Selecții | Club              |
| --- | ---- | --------------------- | ---------------------- | -------- | ----------------- |
| 1   | P    | Dmitri Kharin         | 16 august 1968         | 12       | CSKA Moscow       |
| 2   | F    | Andrei Chernyshov     | 7 ianuarie 1968        | 23       | Spartak Moscow    |
| 3   | F    | Kakhaber Tskhadadze   | 7 septembrie 1968      | 5        | Spartak Moscow    |
| 4   | F    | Akhrik Tsveiba        | 10 septembrie 1966     | 22       | Dynamo Kiev       |
| 5   | F    | Oleg Kuznetsov        | 22 martie 1963         | 60       | Rangers           |
| 6   | M    | Igor Shalimov         | 2 februarie 1969       | 23       | Foggia            |
| 7   | M    | Alexei Mikhailichenko | 30 martie 1963         | 38       | Rangers           |
| 8   | A    | Andrei Kanchelskis    | 23 ianuarie 1969       | 20       | Manchester United |
| 9   | M    | Sergei Aleinikov      | 7 noiembrie 1961       | 75       | Lecce             |
| 10  | M    | Igor Dobrovolski      | 27 august 1967         | 26       | Servette          |
| 11  | A    | Sergei Yuran          | 11 iunie 1969          | 13       | Benfica           |
| 12  | P    | Stanislav Cherchesov  | 2 septembrie 1963      | 10       | Spartak Moscow    |
| 13  | A    | Sergei Kiriakov       | 1 ianuarie 1970        | 8        | Dynamo Moscow     |
| 14  | A    | Volodymyr Lyutyi      | 20 aprilie 1962        | 5        | MSV Duisburg      |
| 15  | A    | Igor Kolyvanov        | 6 martie 1968          | 22       | Foggia            |
| 16  | M    | Dmitri Kuznetsov      | 28 august 1965         | 17       | Espanyol          |
| 17  | M    | Igor Korneev          | 4 septembrie 1967      | 5        | Espanyol          |
| 18  | F    | Viktor Onopko         | 14 octombrie 1969      | 1        | Spartak Moscow    |
| 19  | M    | Igor Lediakhov        | 22 mai 1968            | 7        | Spartak Moscow    |
| 20  | F    | Andrei Ivanov         | 6 aprilie 1967         | 3        | Spartak Moscow    |